# Hrvoje Vukčić Hrvatinić
Hrvoje Vukčić Hrvatinić (Kotor Varoš, c. 1350 - 1416) fue un influyente noble bosnio que desempeñó un papel importante en la política de los reinos de Bosnia y Hungría durante el siglo XIV y principios del siglo XV. Nacido alrededor de 1350, era hijo del noble Vukac Hrvatinić y comenzó su trayectoria como caballero del rey Luis I de Hungría. En 1380, el rey Tvrtko I de Bosnia lo nombró gran duque y le concedió feudos en Lašva.
Después de la muerte de Luis I, tomó partido en las luchas por el trono húngaro en oposición a Segismundo de Luxemburgo y apoyo a Ladislao I de Nápoles, quien le confió el gobierno de Croacia y Dalmacia en 1391. En 1393, juró lealtad a Segismundo, que lo nombró señor de Sana. Después de 1395, volvió a apoyar a Ladislao, quien lo designó su gobernador general (vicarius generalis) en Croacia y Dalmacia. Su influencia también se hizo notar en la elección de Ostoja como monarca bosnio en 1398. En 1403 recibió por parte de Ladislao el título de virrey de Croacia, Dalmacia y Bosnia, además de recibir el título de duque de Split y el dominio sobre varias islas del mar Adriático.
Durante su gobierno, acuñó sus propias monedas y promovió la producción de manuscritos como el Códice de Hval y el Misal de Hrvoje. Sin embargo, su relación con Ostoja se deterioró, lo que llevó a su destitución ya la proclamación de Tvrtko II como nuevo rey de Bosnia en 1404. Enfrentado a Hungría, encabezó un movimiento de resistencia, pero tras la masacre de las tropas bosnias en Dobor (1408), decidió cambiar de bando y se alió con Segismundo con lo que conservó su título ducal y fue incluido como miembro de la Orden del Dragón.
Aunque preservó sus títulos y territorios, su influencia comenzó a debilitarse con el regreso de Ostoja al trono bosnio, por lo que perdió tierras y poder a manos del rey húngaro, quien le arrebató varias regiones y las islas del Adriático. En su búsqueda de aliados, recurrió a los otomanos y a los nobles bosnios descontentos. En julio de 1415, en Doboj, luchó junto al bey otomano Ishak y logró infligir una grave derrota a las tropas húngaras que marchaban en su contra. Sin embargo, no pudo sacar provecho de esta victoria debido a su fallecimiento en 1416 y fue sucedido por su hijo Balša Hercegović.

## Orígenes

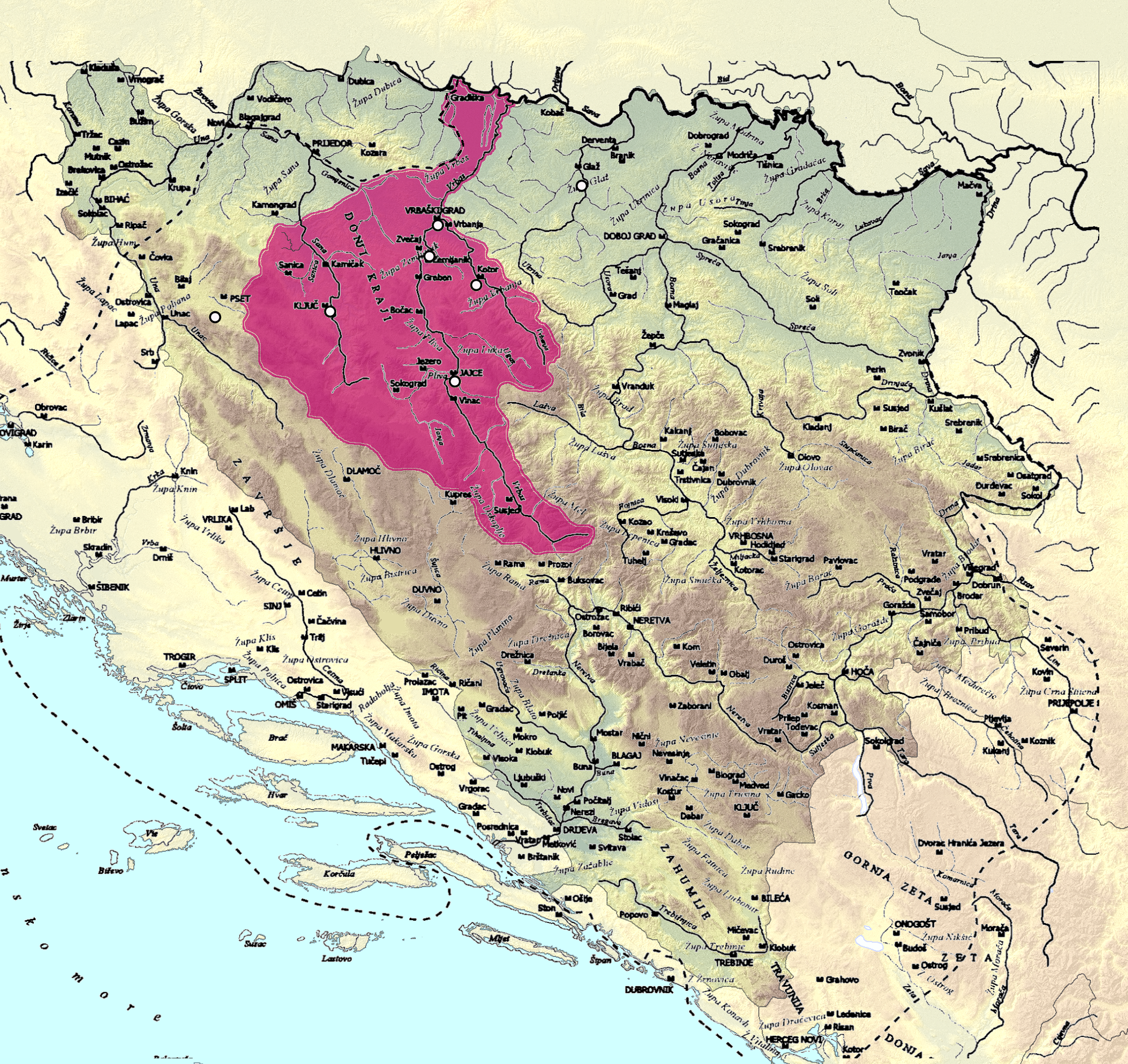
Donji Kraji, la tierra o zemlja del Estado medieval bosnio (que se muestra dentro de las fronteras modernas), según la obra seminal de Mrgić-Radojčić (2002).

El lugar de origen de la Casa de Hrvatinić era Donji Kraji, una de las tierras (en bosnio: zemlja) del Estado medieval bosnio, la cual fue mencionada por primera vez en un documento del rey Bela IV de Hungría en 1244, junto con las tierras de Usora y Soli. En aquel momento, el país estaba gobernado por Matej Ninoslav, cuyo señor supremo era el propio monarca húngaro. Hrvoje pertenecía a esa casa nobiliaria, cuyo miembro más antiguo conocido era el conde (en bosnio: knez) Stjepan, quien se supone que gobernó dicho territorio durante el mandato de Ninoslav.
De los hijos de Stjepan, se conoce la actividad de Hrvatin Stjepanić, de quien la familia adoptó su nombre y que gobernó Donji Kraji como vasallo de los condes croatas de Bribir de la Casa Šubić: Pablo I, Mladen I y Mladen II, quiénes eran los señores de Bosnia. Stjepanić murió poco antes de 1315 y lo sucedieron sus tres hijos: Vukoslav, Pavle y Vukac, quienes dividieron su herencia en parroquias (en bosnio: župa) que administraban de manera independiente. Durante la guerra civil entre Mladen II y el rey Carlos I de Hungría, apoyaron a este último. En 1322, el monarca húngaro nombró ban de Bosnia a Esteban II Kotromanić, hijo de Esteban I Kotromanić, enemigo de los Šubić, por lo que los Hrvatinić respaldaron al nuevo ban y recibieron de aquél la confirmación de las posesiones que regían. Sin embargo, se negó reconocer el título de conde de Donji Kraji a ninguno de estos debido a que quería frenar la influencia que tenían y prefirió establecer relaciones individuales con cada uno de ellos en función de su lealtad personal, lo que condujo a su fragmentación en varias facciones como había ocurrido previamente con las Casas Šubić y Babonić; el dominio de Esteban II sobre esa tierra dependía directamente de la lealtad de sus gobernadores.
Vukac dominó la parroquia de Vrbanja, con la ciudad de Kotor Varoš como su sede. Su ascenso comenzó en los primeros años del reinado del ban Tvrtko I Kotromanić (1353-1391) y permaneció leal a este durante su conflicto con el rey Luis I de Hungría en 1366, por lo que, como recompensa recibió feudos que antes pertenecían a su sobrino Vlatko Vukoslavić, la región alrededor de Ključ. Vukac fue mencionado por última vez en un documento de 1378.

## Juventud
Hrvoje probablemente nació en Kotor Varoš alrededor de 1350 y era el primogénito de Vukac Hrvatinić; así mismo tuvo cinco hermanos, quienes fueron Vuk, Vojislav, Dragiša, Resa, Vučića y una hermana de nombre desconocido, que se casó con un miembro de la Casa de Zlatonosović. Se presume que pasó su juventud en la corte bosnia, donde se involucró en los asuntos de Estado y se relacionó con otros miembros de la nobleza. Es mencionado por primera vez en las fuentes históricas en un documento de Luis I de Hungría el 21 de junio de 1376, cuando actuó como mediador en un conflicto entre los hermanos Radoslav y Miroslav, hijos del noble bosnio Mastan, por lo que el rey lo llamó su «fiel caballero». El 12 de marzo de 1380, el rey Tvrtko I le otorgó el título de gran duque de Bosnia en Miostrah; las fuentes de la República de Ragusa registraron que el soberano, «al ver que era digno de su padre», y tras haber consultado con el stanak, le concedió las posesiones de su progenitor y restableció así el título de «conde de Donji Kraji», que no existía desde la época de Hrvatin Stjepanić (1299). Su designación como gobernante de toda la tierra indicaba el fortalecimiento del poder del monarca como «rey de los serbios, Bosnia, Pomorje y las Zonas Occidentales».
Su ascenso al poder se produjo luego de la aceptación de su dignidad por parte del stanak, lo que demuestra la confianza que se le tenía. En el documento de 1380 no son mencionados ni sus hermanos ni a sus sobrinos, ni las disposiciones sobre privilegios u obligaciones hacia el rey bosnio. En aquella ocasión, también recibió tres villas en la parroquia de Lašva: Trebeuša, Lupnica y Bila.

## Reinado de Tvrtko I

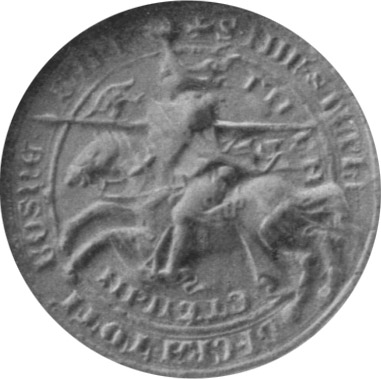
Sello de Tvrtko I (14 de marzo de 1356).

El rey Luis I de Hungría falleció en 1382, lo que ocasionó una crisis de sucesión por el trono húngaro. Como no existía un heredero varón, la corona pasó a su hija, María aunque bajo la regencia de su viuda, Isabel Kotromanic. La gran impopularidad de las reinas condujo a rebeliones de un sector de la nobleza, en especial de los croatas, que apoyaban a Carlos III de Nápoles, el último descendiente masculino de la Casa de Anjou. La revuelta contra las reinas culminó a fines de 1385 cuando María fue depuesta en favor de Carlos. Sin embargo, Isabel ordenó su asesinato en febrero de 1386, y su hija recuperó el trono.
Debido a esta acción, la Casa de Horvat, una casa nobiliaria croata, se levantó en abierta rebelión en nombre del hijo del rey asesinado, Ladislao I de Nápoles. El 25 de julio de 1386, pudieron capturar a las monarcas cuando estas realizaban una visita a los condados del sur del reino, que estaban controlados por los partidarios del pretendiente. María y su madre estuvieron prisioneras en el castillo de Gomnec, que era una fortaleza del obispado de Zagreb. Durante su ausencia, los barones del reino convocaron una Dieta y prometieron un perdón general a los rebeldes, pero los Horvat se negaron a someterse. Las prisioneras fueron llevadas a Krupa, y de allí al castillo de Novigrad en la costa del mar Adriático. Los secuaces de Juan Horvat estrangularon a Isabel en presencia de su hija a principios de enero de 1387.
Segismundo de Luxemburgo, esposo de María, emprendió una campaña para liberarla del cautiverio; obtuvo el apoyo de la República de Venecia, mientras que Tvrtko I decidió respaldar a los sublevados. A principios de 1387, Hrvoje, junto a su hermano Vuk, condujo el ejército bosnio enviado en apoyo del obispo de Zagreb, Pablo Horvat, así como de Juan Horvat y Juan de Palisna, prior de Vrana. En su camino, atacó los territorios de los condes de Zrinski, quienes apoyaban a la reina y se involucró en los asuntos en Dalmacia a finales de 1388. Ese mismo año, conquistó la ciudad de Knin y en nombre de su soberano exhortó a las demás ciudades dálmatas a someterse, aunque solo Trogir lo hizo. Sin embargo, este episodio muestra que no solo era el comandante supremo de las huestes bosnias, sino que también desempeñaba un papel clave en las negociaciones diplomáticas.

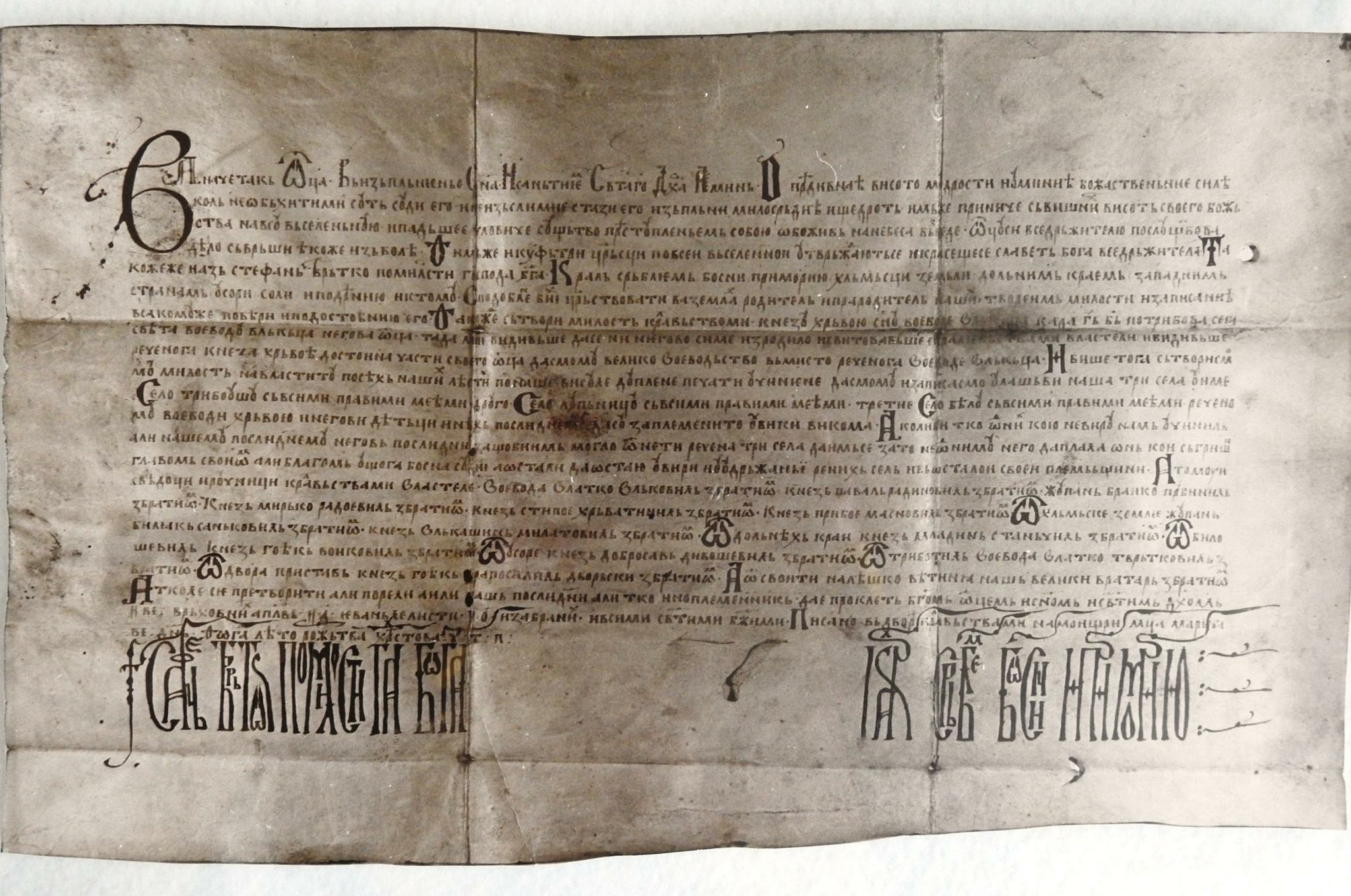
Carta del rey Tvrtko I a Hrvoje, que confirma su designación como gran duque de Bosnia, 1380.

En 1389, Hrvoje continuó con responsabilidades similares, esta vez acompañado por Vlatko Vuković y recibió el encargo de representar al rey bosnio en Croacia y Dalmacia. El obispo de Trogir negoció con las autoridades locales sobre la posible adhesión de la ciudad al bando rebelde. Se desconocen sus actividades en 1390, cuando Split, Šibenik, Brač y Hvar reconocieron la autoridad de Bosnia, por lo que sus fronteras se extendieron hasta el río Zrmanja y la bahía de Karin.
Así mismo, los ataques de los turcos otomanos sobre Bosnia comenzaron en 1386, tras la muerte del noble serbio Balša II en la batalla de Savra. En 1388, Vlatko detuvo una invasión en Bileća. En 1389, las tropas bosnias participaron en la batalla de Kosovo y Tvrtko I la consideró como una victoria, como lo demuestran las cartas enviadas a Trogir y Florencia.

## Reinado de Esteban Dabiša

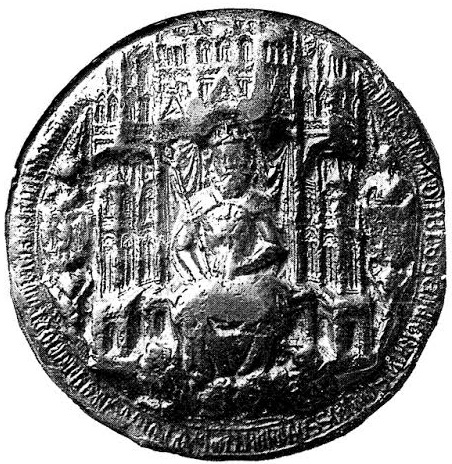
Sello de Dabiša, rey de Bosnia (26 de abril de 1395).

Después de la muerte de Tvrtko I en 1391, Hrvoje se convirtió en el noble más poderoso de Bosnia. En el año anterior, había establecido contacto con Ladislao, que intentó atraer a la Casa de Hrvatinić a su bando y, en un decreto del 17 de julio de 1391, se dirigió a sus miembros como banes de Croacia y Dalmacia lo que justificaba este reconocimiento en su lealtad previa. Así se volvieron sus principales aliados en la costa oriental del mar Adriático. La autoridad de esta casa nobiliaria en Croacia y Dalmacia quedó reflejada en un documento de Vuk Hrvatinić, del 8 de noviembre de 1391, en el que puso bajo su protección a la iglesia de Split. Dragiša, también recibió tierras por parte del rey.
Luego de la batalla de Kosovo y la sumisión de la Serbia del Morava, las fronteras de Hungría y el Imperio otomano entraron en contacto directo. En los años siguientes, estos últimos continuaron sus ataques contra Bosnia, por lo que Hrvoje se destacó en la defensa contra sus incursiones a finales de 1391 y principios de 1392. Como recompensa, el rey Dabiša le concedió los pueblos de Kakanj, en la región de Trstivnica, y Hrustovo en Lušci, cuando regresó a Sutjeska el 15 de abril de 1392. El soberano se refirió a él como un «caballero» por su valentía en la lucha contra los otomanos, lo que respalda su representación en el Misal de Hrvoje.
El 15 de octubre de 1392, Ladislao le otorgó, así como a Juan Horvat, plenos poderes en el Reino de Hungría lo cual consolidó su autoridad dentro del bando bosnio opositor a Segismundo. Sin embargo, los intereses opuestos entre la dinastía napolitana y Bosnia llevaron a un desacuerdo, por lo que el 23 de agosto de 1393, Hrvoje juró lealtad a los herederos de Luis I y se comprometió a apoyar a Dabiša mientras este no invadiera Hungría con su ejército, pero en caso de que lo hiciera, se mantendría neutral; Segismundo lo nombró señor de Sana. El 13 de julio de 1393, los venecianos le concedieron la ciudadanía honoraria y también a su hermano Vuk.
No obstante, el 5 de octubre, Hrvoje cambio de bando de nuevo cuando Ladislao le facultó como su principal gobernador en Dalmacia y Croacia, con el objetivo de restablecer el orden, castigar o perdonar a los rebeldes según su criterio, siempre que lo reconocieran como rey. A diferencia de su hermano Vuk, permaneció leal al bando napolitano hasta 1408. El ascenso del pretendiente se vio favorecido por la derrota en la cruzada de Nicópolis, por lo que no hubo noticias de Segismundo por un tiempo y fortaleció a los partidarios de Ladislao, aunque por breve tiempo debido a que fueron eliminados en 1397. En 1396, los ragusanos recurrieron a Hrvoje para confirmar sus privilegios comerciales y en su intento de obtener el condado de Primorje.

## Conflicto contra Segismundo de Luxemburgo

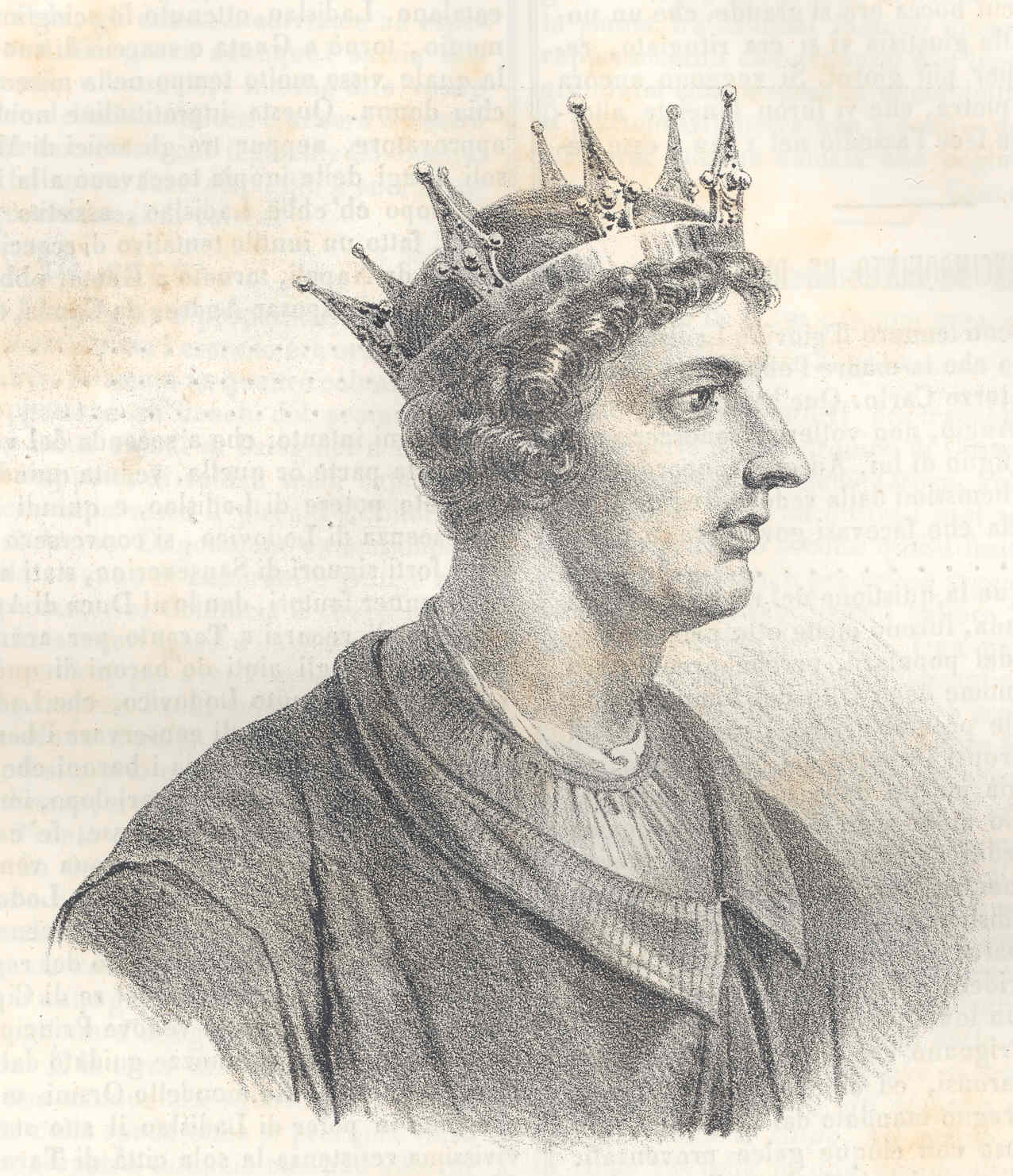
El rey Ladislao de Nápoles en una litografía de 1840.

A mediados de 1397 estalló una guerra civil en Bosnia. Dabiša había fallecido un año antes y fue sucedido por su viuda, Helena Gruba, contra quien se levantó el pretendiente Ostoja. La reina contó con el apoyo de las casas nobles de Nikolić y Radivojević, mientras que el otro fue favorecido por Sandalj Hranić, Pavle Radenović y Hrvoje y con su ayuda, se convirtió en rey de Bosnia en 1398. Segismundo acusó a este último por esta guerra y lo llamó «infiel» debido a que solicitó el apoyo de los otomanos durante el conflicto. Con su ejército, el rey húngaro invadió el valle del Vrbas, pero tuvo que retirarse; en el contraataque, Hrvoje ocupó el condado de Dubica, que mantuvieron hasta 1402. En 1399, Ostoja emitió un documento a los ragusanos sobre la venta de la costa de Slano. El 8 de diciembre de 1399, el rey le concedió la administración de la ciudad de Bistrica y el condado de Livno. En ese momento, comenzaron a referirse a él como «señor» debido a que era el primer noble bosnio en recibir ese título por parte de la ciudad de Ragusa, lo que indicaba su reconocimiento como gobernante independiente. Así mismo también recibió la ciudadanía ragusana y una casa valorada en mil quinientos ducados. A finales de 1399, intentó enviar una delegación a Nápoles, pero los ragusanos se negaron a proporcionarle barcos para transportar a los emisarios a Apulia; también tomaron la misma decisión respecto a los embajadores otomanos, lo que sugiere de manera indirecta que mantenía tratos con estos.
A principios de febrero de 1400, Hrvoje acaudillo el ejército bosnio en un ataque contra Knin, pero tuvo que retroceder ante la llegada de Nicolás II Garai, ban de Macsó. En 1401, negoció con las ciudades dálmatas y ofreció su protección contra Segismundo si se unían a su bando. Como respuesta, Zadar envió cuatro representantes y Trogir, tres. Sin embargo, Split se resistió y conquistó la ciudad de Omiš, que había recibido como dote, por lo cual solicitó ayuda naval a los venecianos y a los ragusanos para recuperar la ciudad.
El 27 de mayo de 1401, Ladislao designó a Hrvoje gobernador de Hungría, Croacia y Dalmacia y le confirió la plena autoridad en asuntos judiciales y militares. Trogir y Šibenik se rindieron ante su poder, quien confirmó sus privilegios, al igual que hizo con Iván Nelipčić, duque de Cetina y Omiš. En julio de 1402, perdió Dubica y la fortaleza de Greda, que fueron ocupadas por el prior de Vrana, Emerico Bebek, y el obispo de Zagreb, Eberhard Alben y se anexaron a Eslavonia. En agosto de ese año, se encontraba en Ostrovica, donde recibió un mensaje de Zadar y el informe de la llegada de Luigi Aldemarisco, virrey de napolitano en Dalmacia. A través de su hermano Vojislav, invitó al virrey una reunión en Zemljanik y juntos, con el apoyo de los ciudadanos de Zadar, conquistaron Vrana. A principios de 1403, capturó al ban de Croacia, Pablo Bissen, y lo entregó a Aldemarisco. Ese mismo año, los ragusanos solicitaron que mediara en la resolución del conflicto entre la República y el rey Ostoja, pero este hallaba enfocado con los asuntos en Dalmacia.

## «El noble más poderoso de Bosnia»

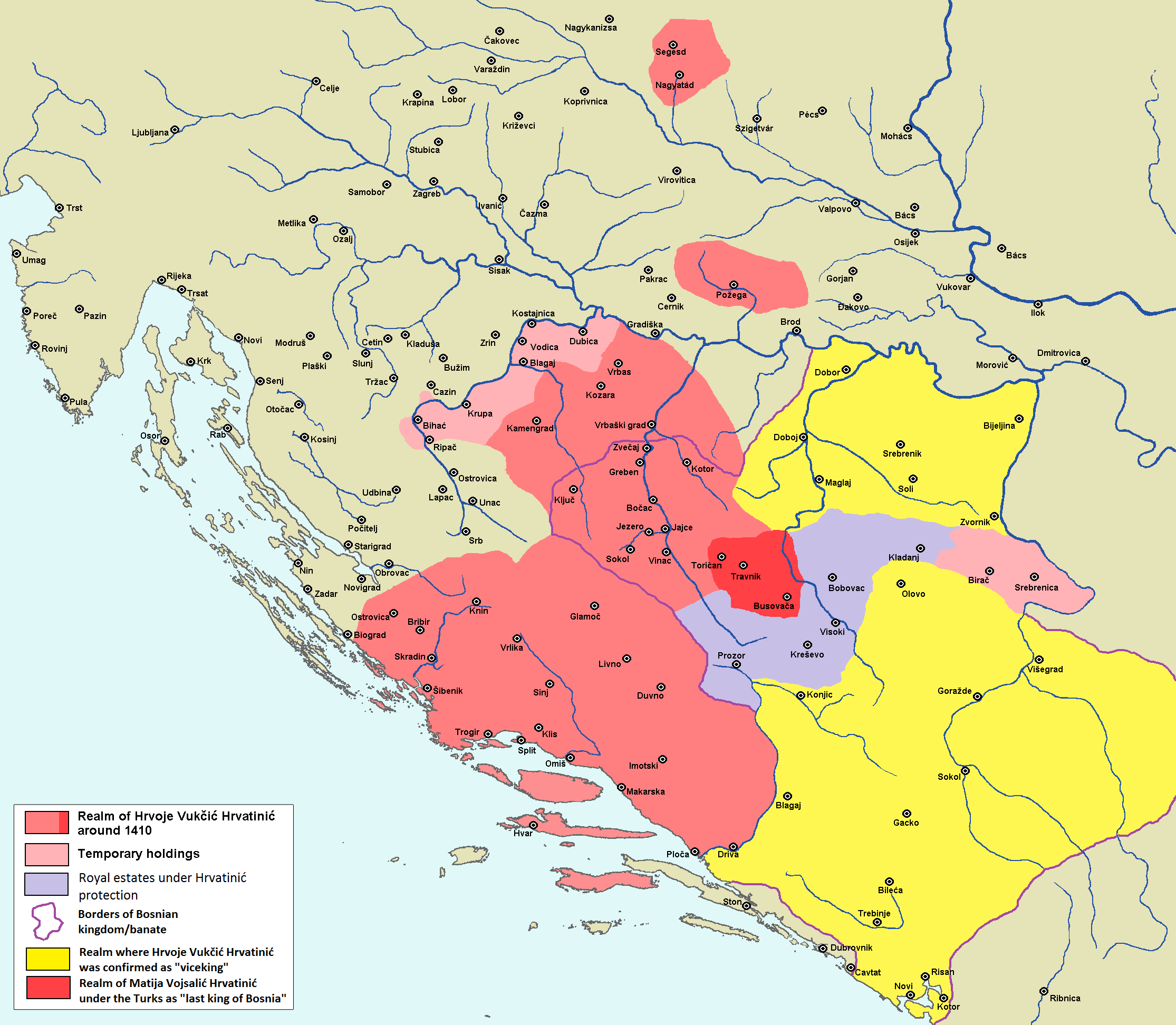
Los dominios de Hrvoje Vukčić Hrvatinić a principios del.

En 1403, Ladislao visitó Zadar y transfirió a Hrvoje su autoridad sobre Hungría, Croacia, Dalmacia y Bosnia, donde lo nombró duque (en bosnio: herceg) de Split y le confirió las islas de Brač, Hvar y Korčula en octubre de 1403; es mencionado por primera vez con este título el 4 de noviembre de 1403, en el contexto de una disputa entre los nobles de Split que fue resuelta en su presencia y del arzobispo local. Su nueva designación era: «duque de Split, virrey de Dalmacia y Croacia, gran duque de Bosnia y conde de Donji Kraji». Este período marcó el apogeo de su poder; residía en Split o en Jajce y acuñaba su propia moneda con la inscripción: MONETA CHERVOII DVCIS SPALETI («Moneda de oro del duque de Spalato (Split)»). También, encargaba libros litúrgicos religiosos, copiados en alfabeto glagolítico por el sacerdote Butko. También, Hval el Hrstjani escribió el Códice de Hval en 1404, y el cronista Emanuel el Griego redactó la Chronologia Ducis Hervoyae. De la misma manera, mandó componer el Misal de Hrvoje, que data de alrededor de 1407.
Hrvoje nombró a sus gobernadores en Brač y Hvar, y confirmó al señor de Korčula, quien era un enviado por los ragusanos. Como gran duque de Bosnia, seguía siendo vasallo del rey Ostoja, pero como virrey de Croacia, se elevaba por encima de este. Entre 1404 y 1410, Dabiživ Dobretinić Latinica desempeñó funciones administrativas y diplomáticas en Srebrenica en su nombre.

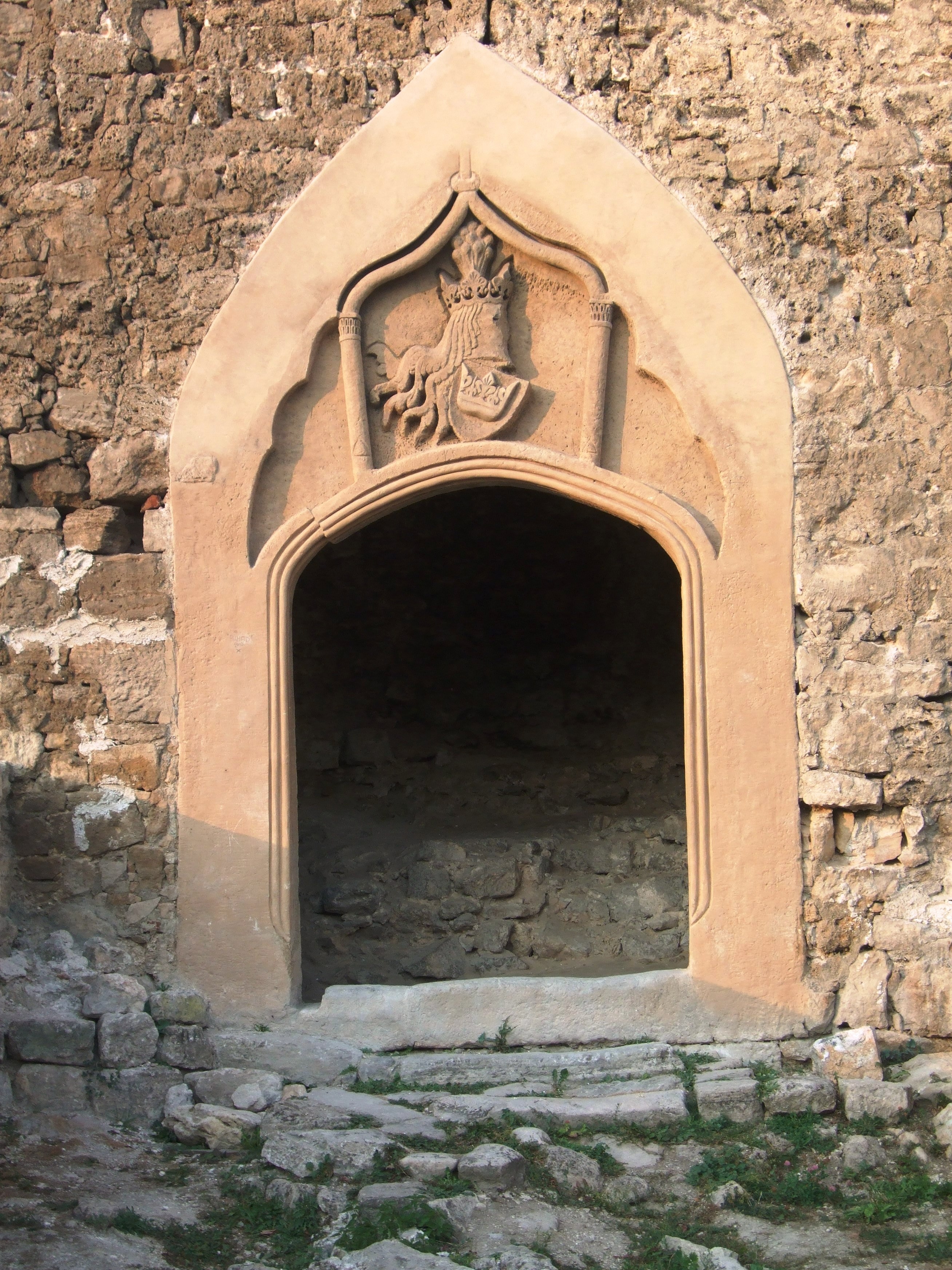
Fortaleza de Jajce, sede de Hrvoje, entrada suroeste con el escudo de armas del Reino de Bosnia.

Las relaciones entre Ostoja y Hrvoje se distanciaron, lo que llevó a su ruptura a finales de 1403; el rey lo acusó de ser el principal culpable de la guerra con Ragusa. El 15 de enero de 1404, firmó un acuerdo secreto con la ciudad y apoyó la destitución de su soberano, así como la entronización de Pavle Radišić, miembro de la Casa de Kotromanić. En mayo de ese mismo año, Ostoja se vio obligado a huir a la corte de Segismundo y poco antes de su destitución, Hrvoje le arrebató las ciudades de Srebrenica y Kučlat; la primera era el asentamiento minero de plata más rico de Bosnia, y la segunda era un cruce estratégico de caminos hacia Serbia, también tomó parte de la ciudad de mercado de Drijeva. A partir de 1404, acuñó en Split groses y medios groses de plata con la imagen de san Domnión, el santo patrón de la ciudad, en el anverso, y su escudo en el reverso. Con una economía fortalecida, construyó varias fortalezas, que incluían a Prozor en la región de Vrlika, Biograd y Susjed en Usora y, según la tradición, Komotin y Bočac en Kotor, en la región de Vrbanja. En Jajce, edificó un palacio y una tumba familiar.

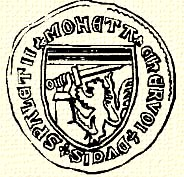
Moneda con el escudo de armas de la Casa de Hrvatinić.

Ese mismo año de 1404, Hrvoje se reconcilió con Ostoja y con Ladislao aunque la paz no duró mucho. A finales de abril, se celebró un stanak a la cual no asistieron los nobles más poderosos de Bosnia. El conflicto se resolvió con la deposición del rey bosnio y el ascenso al trono de Tvrtko II Tvrtković, hijo de Tvrtko I, aunque los ragusanos propusieron a Hrvoje que asumiera el trono, pero rechazó la oferta para evitar la resistencia de la nobleza. Junto con el nuevo monarca, planeó una campaña conjunta contra Balša III Balšić, quien había tomado Kotor. En 1405, su sobrina Katarina Vuković, se casó con Sandalj.
En Hungría, Hrvoje seguía siendo considerado el principal opositor de Segismundo. Los ragusanos le informaron que los húngaros se estaban preparando para una campaña contra Donji Kraji en el verano de 1406. Los venecianos se negaron a enviarle dos galeras de guerra, por lo que perdió Bihać y Srebrenik en Usora, los cuales fueron tomados por el ban de Eslavonia, Pablo Bissen, y el ban de Usora, Juan Maróti. En septiembre de 1406, Ladislao confirmó su dominio sobre los condados de Vrlika, Prozor y la recién construida fortaleza de Zrin; Sandalj recibió Dreznik, Cetingrad y Slunj. En 1407, los ataques de las fuerzas húngaras contra Donji Kraji fueron detenidos. Sin embargo, la situación cambió drásticamente tras la gran derrota del ejército bosnio en la batalla de Dobor en 1408. Segismundo ordenó la ejecución de ciento veinte nobles bosnios y los arrojó al río Bosna. La derrota tuvo un fuerte impacto en Hrvoje, quien a finales de 1408 se sometió al rey y como resultado, perdió todos los privilegios que le había concedido Ladislao. Sin embargo, cuando juró lealtad y fue convocado a la corte húngara en Buda, se le concedió nuevamente el título de duque, así como numerosos castillos y la membresía en la Orden del Dragón; incluso apadrinó a la hija de su soberano, Isabel.

## Vasallo de Segismundo

El Reino de Bosnia en 1412, con los territorios de los señores regionales:
Señorío de Hrvoje Vukčić
Ducado de Sandalj Hranić
Principado de Pavle Radenović
Banovina Usora (dominada por Hungría)
Tierras de realengo de Bosnia
Reino de Hungría:
Hungría
Eslavonia (integrada en Hungría)
Croacia (integrada en Hungría)
Serbia:
Despotado de Serbia (vasallo otomano)
Principado de Zeta (vasallo otomano)
Venecia:
República de Venecia
Ragusa:
República de Ragusa

El poder de Hrvoje comenzó a debilitarse después de 1408. El primer signo de esta debilidad fue la reelección de Ostoja como rey de Bosnia el 28 de diciembre de 1409. El rey le arrebató la ciudad de Omiš y se la entregó a la Casa de Radivojević. En la primavera de 1410, atacó a la ciudad de Podvisoki, donde se hallaba el monarca bosnio. Sin embargo, se quedó solo en su apoyo a los húngaros cuando Ladislao vendió los derechos sobre Dalmacia a los venecianos por cien mil ducados. Segismundo buscaba consolidar su posición y lo nombró virrey de Bosnia en 1410. En respuesta, le devolvió varias ciudades en Usora, entre ellas Srebrenica, Srebrenik, Kučlat, Biograd y Susjed. En agosto de 1411, terminó la guerra entre Bosnia y Hungría. Junto con el monarca bosnio y otros nobles prominentes, se presentó en la corte de Buda en 1412. En ese momento, se reconcilió con Sandalj, quien en 1411 se había divorciado de Katarina. Hrvoje le regaló a su esposa, Jelena Nelipić, la ciudad de Kotor junto con toda la parroquia de Vrbanja y las propiedades que poseía en Ragusa, como compensación por un préstamo que había recibido de su parte.

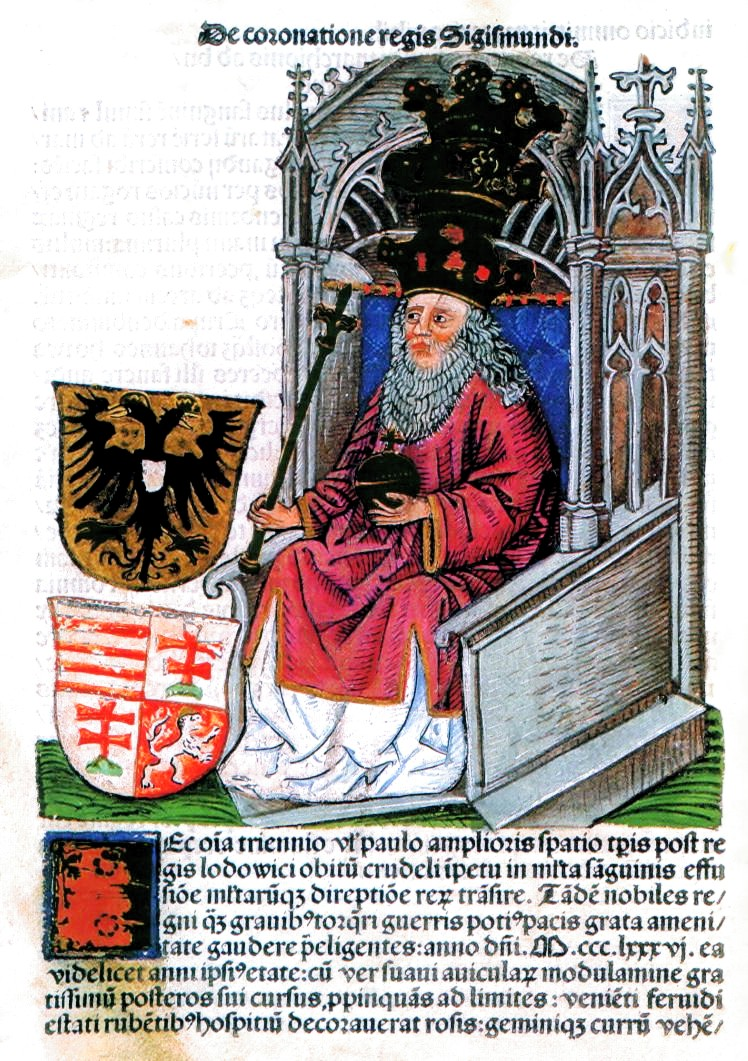
Segismundo de Luxemburgo. Ilustración del Códice de la Chronica Hungarorum de Johannes de Thurocz..

La tregua duró hasta la primavera de 1413, cuando se fracturó debido a un ataque de Hrvoje contra las tierras de Sandalj, que era aliado del déspota de Serbia Esteban Lazarević, quien estaba en guerra con los turcos en el este. Los habitantes de Split se rebelaron contra su gobierno debido a que estaban descontentos con los nobles bosnios, que había designado para gobernar la ciudad. El rey también le confiscó la parroquia de Sana el 16 de junio de 1413 y se lo concedió al señor de Blagaj; al día siguiente, entregó Hvar, Brač y Korčula a los ragusanos. En ese momento, Segismundo se encontraba en el Concilio de Constanza, donde se discutía la cuestión del Gran Cisma. Durante su ausencia, Pablo Čupor, ban de Eslavonia, y Juan Garai, conde de Timiș, lo declararon como rebelde. El rey húngaro convocó a sus vasallos para despojarlo de todas sus posesiones y lo declaró traidor el 1 de agosto de 1413. Hrvoje se retiró a Donji Kraji, donde escribió a la reina Bárbara para que intercediera ante en su favor y además le ofreció las ciudades de Vrbas y Kozara como garantía mientras se determinaba su culpabilidad o inocencia. En sus cartas, también amenazó con regresar al bogomilismo. Además, buscó ayuda de los venecianos, pero todas sus súplicas fueron rechazadas y se vio obligado a aceptar el apoyo del sultán otomano.

## Últimos años y muerte
Hrvoje logró una alianza efectiva con los turcos, quienes fueron conducidos a Bosnia por su protovestiario, Mihailo Kabužić, y a finales de 1414, las incursiones devastadoras comenzaron en las fronteras húngaras; estos avanzaron hasta Uskoplje, donde lo ayudaron a conquistar Vesela Straža. Como respuesta, los húngaros lanzaron una contraofensiva encabezada por Juan Garai, Pablo Čupor y Juan Maróti. En junio de 1415, Segismundo informó a la ciudad de Ragusa que había enviado a Garai, junto con otros nobles contra Hrvoje. Según los informes ragusanos, el 28 de junio de 1415, el ejército húngaro llegó a la fortaleza de Doboj, en su camino hacia Bosnia.
Los turcos tuvieron suficiente tiempo para unirse a Hrvoje, quien avanzaba desde Dalmacia. En julio de 1415, en la región de Usora, las fuerzas combinadas de bosnios y otomanos, comandados por Ishak Bey, infligieron una derrota total al ejército húngaro; Čupor murió en la batalla y Garai, junto con Maróti, Martín Derž y Ladislao Titušević, fueron capturados. Después de su victoria, incluso sus antiguos enemigos, incluido Sandalj, se pusieron de su lado y recuperó su prestigio. Sin embargo, Bosnia pronto cayó completamente bajo la influencia otomana. Tampoco pudo disfrutar por mucho tiempo de las consecuencias de su triunfo debido a su fallecimiento en 1416 y, fue enterrado en la iglesia subterránea de Jajce. Su único hijo, Balša Hercegović, lo sucedió, pero también murió ese mismo año. La mayor parte de sus tierras fueron ocupadas por su sobrino, Juraj Vojsalić. Su viuda Jelena Nelipčić se casó con el rey Ostoja.

## Evaluación

### Apariencia y personalidad

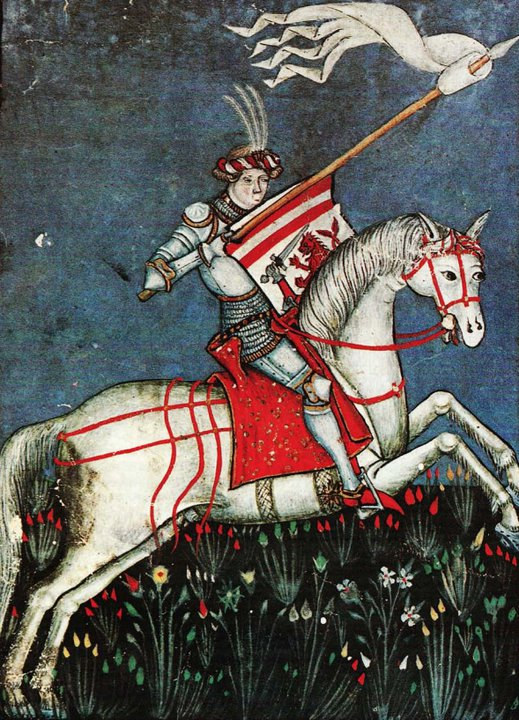
Imagen ecuestre de Hrvoje en el Misal de Hrvoje, conservado en el palacio de Topkapi, Turquía.

El Misal de Hrvoje muestra una representación de Hrvoje, el cual lo describe con el atuendo caballeresco típico de los nobles italianos del siglo XIV. El duque aparece completamente armado y porta todos los distintivos de su dignidad. Sujeta su lanza de guerra con estandarte blanco apoyándola contra el escudo en posición de ataque; en el escudo se muestra su blasón ducal. En lugar de casco, lleva un tocado rojo y blanco enrollado como un turbante; en la parte frontal lleva un broche decorado con tres plumas de garza insertadas en él. Su armadura corresponde al estilo de la segunda mitad del siglo XIV: salvo por la protección del brazo superior, las piezas de la armadura están unidas individualmente mediante correas o hebillas. El cuerpo del duque está cubierto por una armadura ajustada, diseñada para no limitar el movimiento; en los codos, rodillas y hombros lleva placas protectoras en forma de cono. En las piernas lleva calzas y calzado rojo —aunque en combate solía usarse calzado de hierro. Lleva espuelas doradas decoradas con estrellas sujetas a los pies y guantes de hierro visibles en las manos. El equipo del caballo incluye una silla de montar del tipo de lomo plano típica de la época, con una manta de silla roja con dibujos dorados, además de un cinturón doble rojo y un estribo triangular, que son menos característicos del período.
Las fuentes que se han conservado sobre su persona, debió de ser una figura imponente, quizás incluso torpe, que con su voz potente probablemente se les aparecía a los refinados cortesanos de la corte de Segismundo en Buda como los bárbaros que alguna vez estuvieron en la corte imperial romana, con su rudo lenguaje. Pero aunque no fuera un hombre de modales refinados de salón, su nombre, según el historiador Ferdo Šišić: «es glorioso y perdurable sobre todo porque fue, en el sentido pleno, un auténtico y fiel representante de la poderosa e indomable fuerza de resistencia del pueblo al que pertenecía».
El mencionado historiador también lo compara con algunos de los grandes nobles europeos de su tiempo, como Juan I de Borgoña, Bernardo VII de Armañac y Enrique IV de Inglaterra, por lo que dice que no era inferior a estos en poder e influencia. Destaca que fue uno de los pocos señores poderosos que mantuvo su autoridad hasta el final de su vida. Participaba activamente en asuntos políticos fuera de Bosnia, resolvía conflictos internos, y aunque no tenía el título de rey, llegó a gobernar como si lo fuera. Durante unos veinte años, tuvo el control total de la política bosnia, tanto interna como externa, y su figura fue clave para el rey Segismundo, quien dependía de él en muchos asuntos del Estado.
Así mismo, señala que no solo era poderoso, sino que también acuñaba su propia moneda, primero con el escudo de su familia y luego con el escudo de duque. Actuaba como un verdadero jefe de Estado: recibía embajadas extranjeras, daba instrucciones diplomáticas, y otorgaba títulos nobiliarios a sus seguidores. Incluso después de su muerte, su escudo de armas fue adoptado como símbolo del Reino de Bosnia: una mano vestida de rojo con armadura y guantes de hierro, que sostiene una espada y la agita hacia la izquierda.

### «El Estado de Hrvoje»

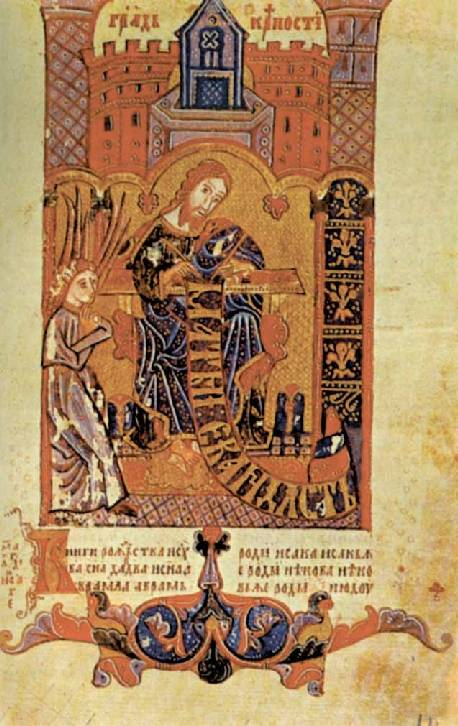
El Códice de Hval, manuscrito ilustrado eslavo de la Bosnia medieval.

El territorio que Hrvoje gobernó en el apogeo de su poder abarcaba un tercio del Estado bosnio; incluía Donji Kraji, varias villas en la parroquia de Bosna, Tribeuša, Lupnica y Bila en Lašva, y Kakanj en Trstivnica, la parroquia de Lašva, que estaba bajo su influencia aunque era administrada por su cuñado, el tepčija Batalo Šantić, posesiones en Usora (Srebrenica, Kučlat, Brodar, Susjed), en las Tierras Occidentales (Livno con la ciudad de Bistrički), Omiš, que recibió como dote al casarse con Jelena Nelipčić, gran parte de Humska zemlja, que conquistó al expulsar a los Radivojević, la parroquia de Vrlika con la ciudad de Prozor, las islas de Brač, Hvar, Korčula y Vis, así como todas las ciudades dálmatas y croatas hasta Zrmanja, Sisak, Požega y Segest en el condado de Somogy.
Como noble, recaudaba un ducado por hogar en sus territorios y un diezmo sobre la miel, el cuero, la carne, el queso, el vino, etc. Su mayor fuente de ingresos provenía del control sobre Srebrenica. En 1418, Esteban Lazarević recibía veinticuatro mil ducados de Srebrenica y también usurpó la «urbura», el derecho al diezmo sobre los productos mineros. Además, tenía su propia casa de moneda en Split y obtenía enormes ingresos de los aranceles aduaneros, el comercio de sal y los derechos de navegación.
Desde que adquirió el título de duque de Split en 1403, contó con su propio protovestiario. También tenía un canciller tanto en latín como en cirílico, el cual lo acompañaba en sus viajes ya que expedía cartas en distintas ciudades. Sus asuntos confidenciales eran manejados por su sirviente Ratko Mišanović.

### Religión
Hrvoje, en cuanto a su religión, era bogomilo (patarino). Durante la época en que vivió, la aristocracia bosnia no profesaba mayoritariamente la fe católica, sino que se identificaba con la Iglesia bosnia, cuyos miembros se denominaban hrstjani (cristianos) o dobri bošnjani (buenos bosnios), una confesión considerada herética por Roma. Sin embargo, mantenía una buena relación con el arzobispo de Split. En la primavera de 1402, solicitó el marquesado de Bosnia a cambio de convertirse al catolicismo, y su petición fue apoyada por el arzobispo. Diversos factores contribuyeron a la fragmentación política y cultural de Bosnia y otras regiones balcánicas: el desarrollo cultural individualista, la resistencia religiosa frente a la centralización católica, el poder expansivo del reino húngaro y la creciente influencia otomana. En ese contexto, Hrvoje cometió un error estratégico al permitir la entrada de los turcos en el país, decisión que contribuyó a la inestabilidad regional; no obstante, no fue una figura excepcionalmente distinta de sus contemporáneos, ni mejor ni peor que ellos.

### Escudo de armas de Hrvoje
Existen diversas variaciones de su escudo de armas que tenían el título de duque de Split. El símbolo de la firma familiar era un brazo blandiendo una espada, pero su posición en el escudo de armas (escudo y cimera) cambió dependiendo de su alianza con Ladislao de Anjou (adición de flores de lis y cruces doradas, banda azul y color plateado del escudo), y Segismundo de Luxemburgo (adición de una Roude Léiw y dos piezas de gules y plata). En los Armoriales ilirios (siglo XVI) hay otra variación de su escudo de armas que muestra una combinación incorrecta de colores y se identifica de manera errónea como el escudo de armas de la Casa de Hrvatinić.

Escudo de armas de la Casa de Hrvatinić.[150]
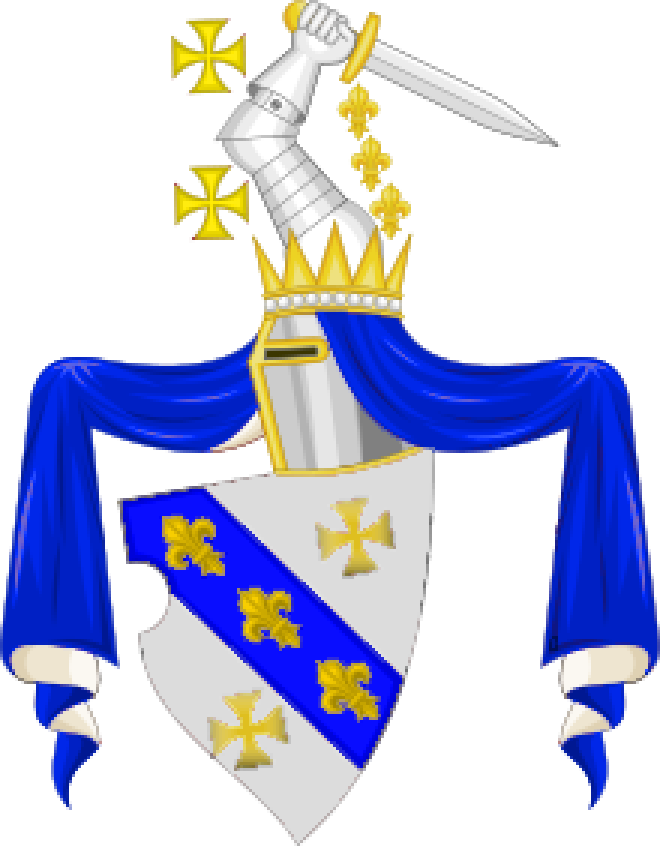
El escudo de armas de Hrvoje cuando recibió el título duque por parte de Ladislao de Anjou.
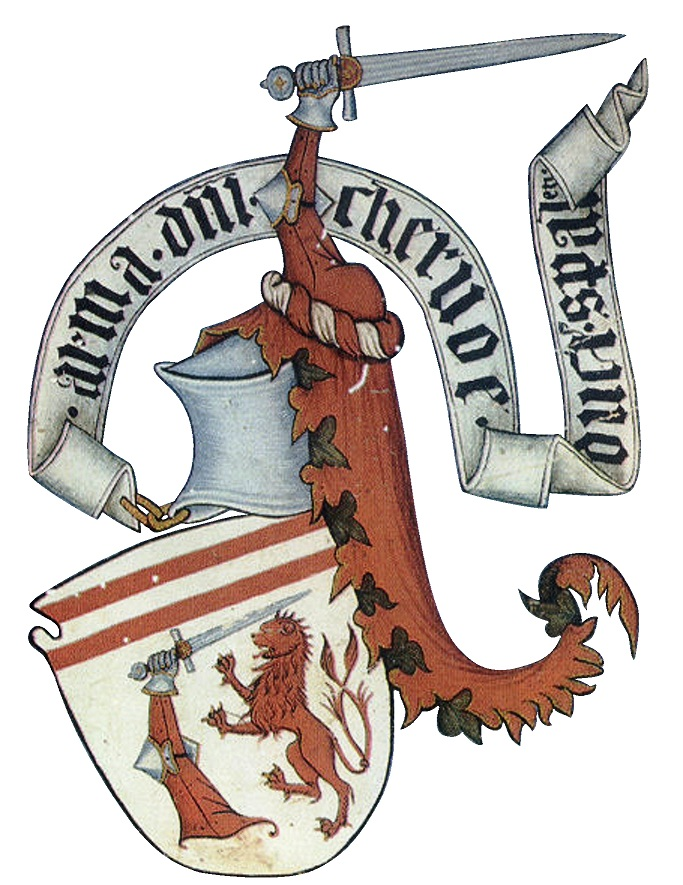
El escudo de armas de Hrvoje (tal como aparece representado en el Misal de Hrvoje) recibido de Segismundo de Luxemburgo.